# 藤川隆男
藤川 隆男（ふじかわ たかお、1959年 - ）は、日本の西洋史・オーストラリア史学者、大阪大学教授。
大阪市生まれ。1981年大阪大学文学部史学科卒。1986年オーストラリア国立大学史学科MA取得、1987年大阪大学文学研究科博士後期課程中退。1987年帝塚山大学講師、90年同助教授、1995年大阪大学文学部助教授、2004年同文学研究科教授。オーストラリアを主な研究領域とする。

## 著書

### 単著
- 『オーストラリア歴史の旅』朝日選書 1990年
- 『猫に紅茶を 生活に刻まれたオーストラリアの歴史』大阪大学出版会 2007年
- 『人種差別の世界史 白人性とは何か?』刀水書房 2011年
- 『妖獣バニヤップの歴史　オーストラリア先住民と白人侵略者のあいだで』刀水書房 2016年

### 共著
- 『近代ヨーロッパの探求（1）移民』大津留厚、山田史郎・北村暁夫・柴田英樹・国本伊代共著 ミネルヴァ書房 2007年

### 編著
- 『オーストラリアの歴史 多文化社会の歴史の可能性を探る』編 有斐閣アルマ 2004年
- 『空間のイギリス史』川北稔共編 山川出版社 2005年
- 『白人とは何か? ホワイトネス・スタディーズ入門』編 刀水書房 2005年
- 『アニメで読む世界史』編 山川出版社 2011年
- 『アニメで読む世界史 2』後藤敦史共編 山川出版社 2015年

### 翻訳
- ジョン・C.トーピー『パスポートの発明 監視・シティズンシップ・国家』監訳 法政大学出版局 2008年
- ジョン・C.トーピー『歴史的賠償と「記憶」の解剖 ホロコースト・日系人強制収容・奴隷制・アパルトヘイト』酒井一臣,津田博司共訳 法政大学出版局 2013年